# قازان (سردشت)
قازان هي قرية في مقاطعة سردشت، إيران. يقدر عدد سكانها بـ 26 نسمة بحسب إحصاء 2016.